# Alt-Wiener Suppentopf

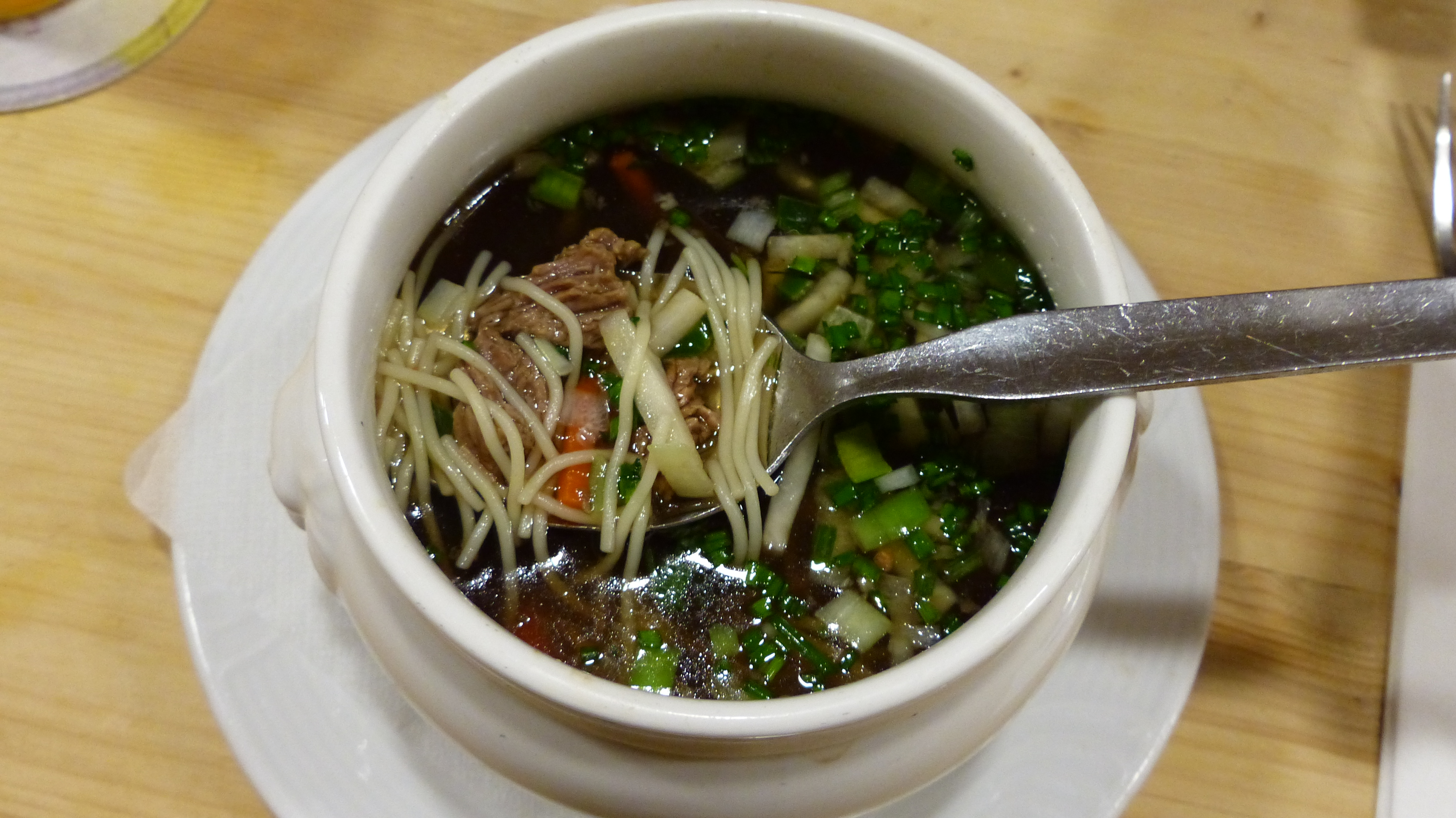
Alt-Wiener Suppentopf

Der Alt-Wiener Suppentopf ist ein traditionelles Gericht der Wiener Küche und setzt sich zusammen aus klarer Rindsuppe, Fadennudeln und einer Reihe von Fleisch- und Gemüse-Einlagen. Er wird für gewöhnlich nicht im konventionellen Suppenteller serviert, sondern in einer Suppenterrine mit Porzellandeckel.

## Zubereitung
Die Fleischeinlagen bestehen im Regelfall aus Schulterscherzel, Beinfleisch, Kalbszunge und Hühnerfleisch.  In der vereinfachten Form wird nur Rindfleisch verwendet. Weitere Zutaten sind Suppengemüse und Fadennudeln. Als Gewürze sind Nelken, ein Lorbeerblatt, Salz und Pfefferkörner, sowie Liebstöckl und Petersilie üblich. Je nach Rezept können auch Sherry, Knoblauch, Schnittlauch und Kren zum Einsatz kommen. Während des Prozederes werden in der klassischen Variante auch Rindermilz, Porree und Zwiebel mitgekocht.

## Stellenwert
Aufgrund der aufwendigen Zubereitung wird der traditionelle Alt-Wiener Suppentopf in privaten Haushalten relativ selten zubereitet, wird jedoch in der österreichischen (insbesondere Wiener) Gastronomie häufig angeboten. Einfache Varianten, die als einzige Fleischsorte Rindfleisch beinhalten oder bei denen die Fadennudeln durch andere Nudeln oder Frittaten ersetzt werden, werden mitunter als Wiener Suppentopf oder schlicht Suppentopf angeboten. Der Alt-Wiener Suppentopf wird auch im Lebensmitteleinzelhandel als Fertigsuppe vertrieben. 